# Georges Marchal (acteur)
Pour les articles homonymes, voir Georges Marchal et Marchal.
Georges Marchal, né le 10 janvier 1920 à Nancy et mort le 28 novembre 1997 à Maurens, est un acteur français.

## Biographie
Fils de Georges Marchal, chimiste et de Marie Renault, membre des Commandos de France durant la Seconde Guerre mondiale, Georges Marchal est un acteur représentatif des jeunes premiers du cinéma français d'après-guerre.
Dès le début, il se pose en rival de Jean Marais, sans toutefois arriver au même niveau de reconnaissance et de notoriété. À Paris, il poursuit des études secondaires, puis suit des cours de danse classique et acrobatique. Il fait bon nombre de petits métiers, coursier, débardeur aux Halles, garçon de piste au cirque Medrano, avant de s'inscrire aux cours de Madame Calvi, et d'être engagé au théâtre du Palais-Royal pour Permission de détente, une pièce d'Yves Mirande. Il entre à la Comédie-Française à vingt ans pour y jouer notamment Iphigénie en Tauride et Psyché. Il se dirige ensuite vers le répertoire du boulevard avant de revenir brièvement au Français, en 1948, pour y interpréter Prosper Mérimée.
Au cinéma, il se fait remarquer dans Lumière d'été de Jean Grémillon et dans Au grand balcon de Henri Decoin, aux côtés de Pierre Fresnay. L'acteur se tourne ensuite vers le cinéma d'aventures, où il exerce ses talents de cascadeur. Il joue dans plusieurs péplums, dirigé par Marcel L'Herbier, Carmine Gallone, Vittorio Cottafavi, Riccardo Freda, Sergio Leone, interprétant Milon de Crotone, Ulysse, Marc Antoine, l'empereur Justinien, avec comme partenaires Micheline Presle, Danielle Darrieux, Annabella, Gianna Maria Canale, Yvonne De Carlo ou Anita Ekberg. Il rivalise aussi avec Jean Marais et Gérard Barray dans les films de cape et d'épée. Après Robinson Crusoé et d'Artagnan, il interprète également Louis XIV chez Sacha Guitry; sous la direction d'Abel Gance, il prête ses traits à Gil Blas et Lucien de Rubempré.
Après une liaison avec l'actrice Martine Carol, il épouse en 1951 Dany Robin avec laquelle il tournera six films. Deux enfants, Frédérique — qui épousera Gérard de Bellecisze — et Robin, naissent de cette union. En 1954, ils achètent le château de Bluche près de Montfort-l'Amaury qu'ils font rénover intégralement. Ils mettent entre parenthèses leur carrière, s’adonnent à l’élevage de chevaux et à l'agriculture.  le couple divorce en 1969.
Dans les années 1960, Georges Marchal revient au cinéma et, devenu un des acteurs préférés de Luis Buñuel, tourne dans la Mort en ce jardin avec Simone Signoret, Cela s'appelle l'aurore avec Lucia Bosé, Belle de jour avec Catherine Deneuve et la Voie lactée.

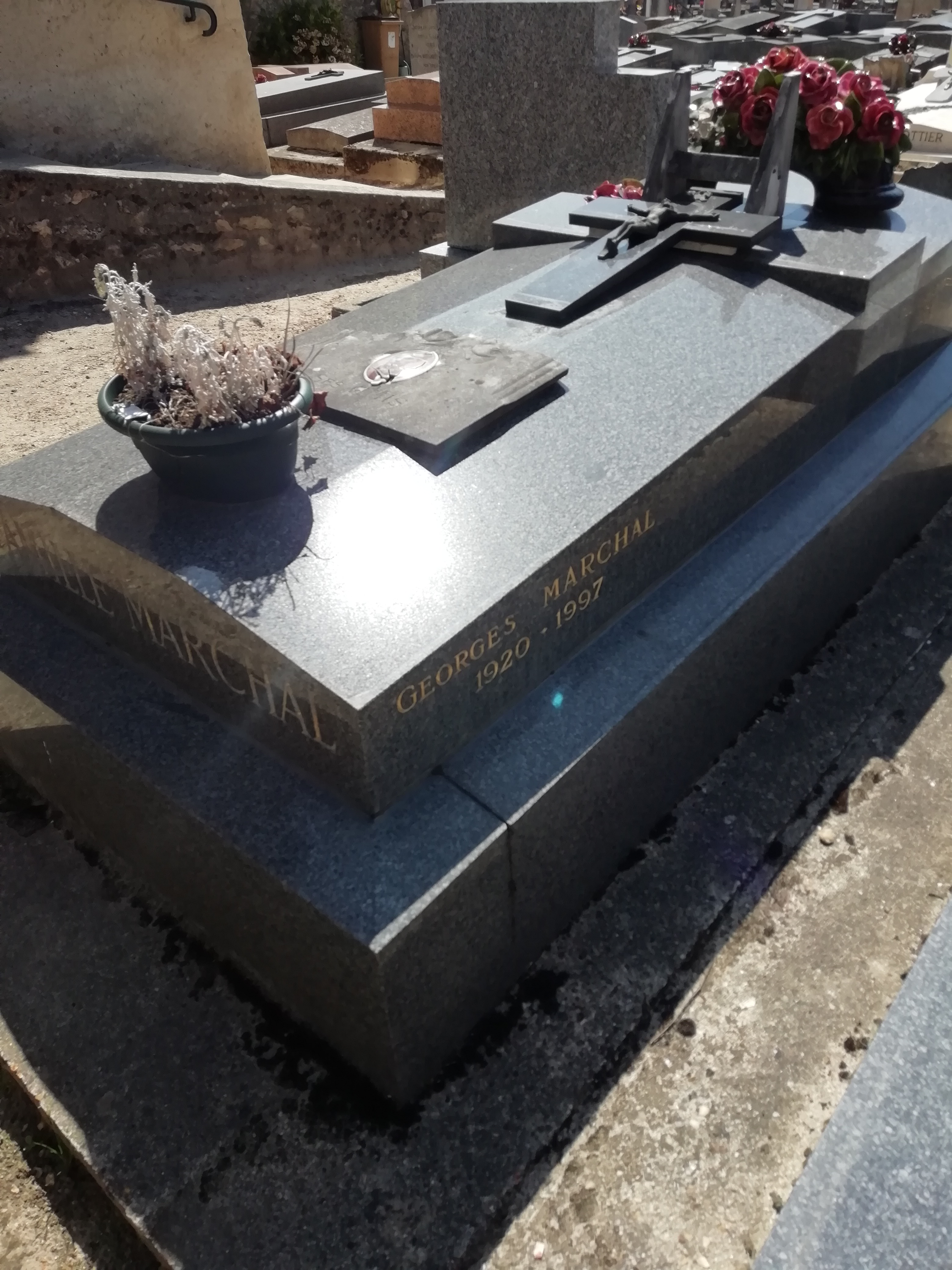
Tombe de Georges Marchal au cimetière de Montfort-l'Amaury.

À la télévision, il joue les rôles d'Antoine d'Hergemont dans L'Île aux trente cercueils, le roi de France Philippe IV le Bel dans Les Rois maudits (1972, épisode I, Le Roi de Fer), dans Les Beaux Messieurs de Bois-Doré de Bernard Borderie et Quentin Durward de Gilles Grangier, en Richelieu dans Cinq-Mars réalisé par Jean-Claude Brialy. Il incarne aussi l'ami du patriarche de la série à succès Châteauvallon en 1985.
Il fait ses dernières apparitions au cinéma dans Les Enfants du placard de Benoît Jacquot et dans L'Honneur d'un capitaine de Pierre Schoendoerffer.
Après son divorce en 1969 Georges quitte son château devenu trop coûteux à entretenir et s’installe à Maurens en Dordogne. Remarié le 29 juin 1983 avec Michèle Heyberger, il meurt à Maurens âgé de 77 ans, d'une longue maladie.
Georges Marchal est inhumé au cimetière de Montfort-l'Amaury, dans les Yvelines.

## Filmographie

### Cinéma
- 1941 : Premier rendez-vous, d'Henri Decoin : Jean de Vaugelas
- 1942 : Le Lit à colonnes de Roland Tual : Olivier de Verrières
- 1942 : L'Homme qui joue avec le feu de Jean de Limur : Bernard
- 1942 : Étoiles de demain de René Guy-Grand (court métrage)
- 1943 : Lumière d'été de Jean Grémillon : Julien
- 1943 : Vautrin de Pierre Billon : Lucien Chardon, devenu le marquis Lucien de Rubempré
- 1945 : Paméla de Pierre de Hérain : René Bergerin
- 1945 : Blondine de Henri Mahé : le prince 'A'/Astara
- 1945 : Échec au roy de Jean-Paul Paulin : le vicomte Pierre d'Haussy de Villefort
- 1945 : Fausse Alerte de Jacques de Baroncelli : Bernard Dalban
- 1946 : Les Démons de l'aube d'Yves Allégret : lieutenant Claude Legrand
- 1947 : Torrents de Serge de Poligny : Yann Getersen
- 1947 : Bethsabée de Léonide Moguy : capitaine Georges Dubreuil
- 1948 : La Septième Porte d'André Zwobada : Ali
- 1948 : La Figure de proue de Christian Stengel : François Martineau
- 1949 : La Voyageuse inattendue de Jean Stelli : Marc Lanson
- 1949 : Dernier Amour de Jean Stelli : Alain
- 1949 : La Passagère de Jacques Daroy : Pierre Kerjean
- 1949 : Au grand balcon d'Henri Decoin : Jean Fabien
- 1949 : Vedettes en liberté de Jacques Guillon (court métrage) : lui-même
- 1950 : La Soif des hommes de Serge de Poligny : sergent Léon Bouvard
- 1950 : Les Derniers Jours de Pompéi de Marcel L'Herbier : Lysias
- 1951 : Robinson Crusoé (Il naufrago del Pacifico) de Jeff Musso : Robinson Crusoé (film resté inédit)
- 1951 : Gibier de potence de Roger Richebé : Marceau Le Guern
- 1951 : Le Plus Joli Péché du monde de Gilles Grangier : Jacques Lebreton
- 1951 : Blanche-Neige, le prince noir et les sept nains (I sette nani alla riscossa) de Paolo William Tamburella (it) : le prince noir
- 1951 : Messaline (Messalina) de Carmine Gallone : Caius Silius
- 1952 : Douze Heures de bonheur (ou Jupiter) de Gilles Grangier : l'inconnu (l'évadé de l'asile psychiatrique)
- 1953 : Les amours finissent à l'aube d'Henri Calef : Didier Guéret
- 1953 : Les Trois Mousquetaires d'André Hunebelle : D'Artagnan
- 1954 : Dix-huit heures d'escale de René Jolivet : inspecteur Bériau
- 1954 : Si Versailles m'était conté de Sacha Guitry : Louis XIV jeune
- 1954 : Théodora, impératrice de Byzance (Teodora imperatrice di Bisanzio) de Riccardo Freda : Justinian
- 1954 : Le Vicomte de Bragelonne (Il visconte di Bragelonne) de Fernando Cerchio : Raoul de Bragelonne
- 1955 : La Castiglione (La Contessa di Castiglione) de Georges Combret : Lucio Falengo
- 1955 : La Soupe à la grimace de Jean Sacha : Frank Keany
- 1955 : Cherchez la femme de Raoul André : Paul Mercier
- 1955 : Cela s'appelle l'aurore de Luis Buñuel : Docteur Valerio
- 1956 : Les Aventures de Gil Blas de Santillane de René Jolivet : Gil Blas
- 1956 : La Mort en ce jardin de Luis Buñuel : Shark
- 1957 : Marchands de filles de Maurice Cloche : Mister John
- 1958 : Quand sonnera midi d'Edmond T. Gréville : Michel Dumartin
- 1958 : La Révolte des gladiateurs (La Rivolta dei Gladiatori) de Vittorio Cottafavi : Asclepio
- 1958 : Sous le signe de Rome (Nel Segno di Roma) de Guido Brignone : Marcus Valerius
- 1959 : Brèves Amours (Vacanze d'inverno) de Camillo Mastrocinque : Georges Tardier
- 1959 : Le Miroir aux alouettes (Costa azzurra) de Vittorio Sala : Maurice de Montfort
- 1959 : Filles de nuit de Maurice Cloche : Charly
- 1960 : Prisonniers de la brousse de Willy Rozier : Fred Hersant
- 1960 : Le Dernier Train de Shanghai (Appocalisse sul fiume giallo) de Renzo Merusi : John Bell
- 1960 : Les Légions de Cléopâtre (Le legioni di Cleopatra) de Vittorio Cottafavi : Marc Antoine
- 1960 : Austerlitz d'Abel Gance : maréchal Jean Lannes
- 1961 : Ulysse contre Hercule (Ulisse contro Ercole) de Mario Caiano : Ulysse
- 1961 : Napoléon II, l'aiglon de Claude Boissol : général Gustav von Neipperg
- 1961 : Le Colosse de Rhodes (Il colosso di Rodi) de Sergio Leone : Peliocles
- 1962 : Le Secret de d'Artagnan (Il colpo segreto di d'Artagnan) de Siro Marcellini : duc de Montserrat
- 1964 : L'Étrange Auto-stoppeuse de Jean Darcy
- 1965 : Guerre secrète (The Dirty Game) de Terence Young : Serge
- 1966 : Les Guerriers (Dacii) de Sergiu Nicolaescu : Fuscus
- 1967 : Belle de jour de Luis Buñuel : le duc
- 1969 : La Voie lactée de Luis Buñuel : le jésuite
- 1972 : Faustine et le bel été de Nina Companeez : Julien
- 1977 : Les Enfants du placard de Benoît Jacquot : le père
- 1982 : L'Honneur d'un capitaine de Pierre Schoendoerffer : General Keller

### Télévision
- 1965 : Version grecque (Téléfilm) : Astianos
- 1969 : Tout pour le mieux de Luigi Pirandello (Téléfilm) : Salvo Manfroni
- 1970 : Le Lys dans la vallée de Marcel Cravenne (Téléfilm) : M. de Mortsauf
- 1971 : Quentin Durward de Gilles Grangier (série télévisée) : Crèvecœur
- 1971 : Des amis très chers, de Michel Droit (Téléfilm) : Philippe
- 1971 : L'Homme qui rit de Jean Kerchbron (Téléfilm) : Lord David
- 1972 : Les Rois maudits de Maurice Druon (série télévisée) : le roi de France Philippe le Bel
- 1972 : Les Six Hommes en question de Frédéric Dard et Robert Hossein (téléfilm) : major Lytton
- 1974 : Paul et Virginie de Pierre Gaspard-Huit, d'après Bernardin de Saint-Pierre (série télévisée) : le gouverneur
- 1975 : Les Peupliers de la Prétentaine (série télévisée) de Jean Herman : Raymond
- 1976 : Ces beaux messieurs de Bois-Doré de Bernard Borderie (série télévisée) : Sylvain de Bois Doré
- 1977 : Vaincre à Olympie de Michel Subiela (téléfilm) : Milon de Crotone
- 1978 : Claudine d'après Colette (série télévisée) : Renaud
- 1978 : Gaston Phébus de Bernard Borderie (série télévisée) : Corbeyran
- 1979 : L'Île aux trente cercueils de Marcel Cravenne (série télévisée) : Antoine D'Hergemont
- 1979 : La Chaine de Claude Santelli (téléfilm) : le patron
- 1980 : Aéroport : Charter 2020 de Pierre Lary (téléfilm) : le commandant
- 1980-1981 : Messieurs les jurés de Jean-Marie Coldefy, Gérard Gozlan
- 1981 : Les Héritiers (série télévisée) : M. Charpentier
- 1981 : Cinq-Mars de Jean-Claude Brialy (série télévisée) : Richelieu
- 1981 : Les Enquêtes du commissaire Maigret de Stéphane Bertin (série télévisée), épisode : Maigret se trompe : le professeur Gouin
- 1985 : Châteauvallon, de Serge Friedman, Paul Planchon et Emmanuel Fonlladosa (série télévisée) : Gilbert Bossis
- 1985 : Série noire, épisode Meurtres pour mémoire, de Laurent Heynemann (série télévisée) : Pasquier
- 1986 : Le Cœur cambriolé de Michel Subiela (téléfilm) : professeur Thurel
- 1989 : Les Grandes Familles d'Édouard Molinaro (série télévisée) : Urbain de la Monnerie

## Théâtre
- 1941 : Bérénice de Jean Racine, Comédie-Française : Rutile (11 fois, 1941-1942)
- 1941 : Les Huit Cents Mètres  d'André Obey mise en scène de Jean-Louis Barrault, stade Roland-Garros
- 1942 : Le Misanthrope de Molière, mise en scène Jacques Copeau, Comédie-Française
- 1942 : Le Barbier de Séville de Beaumarchais, mise en scène Pierre Dux, Comédie-Française
- 1942 : Hamlet de William Shakespeare, mise en scène Charles Granval, Comédie-Française
- 1942 : Iphigénie en Tauride de Goethe, mise en scène Jean Yonnel, Comédie-Française
- 1945 : N'importe comment ! de Noel Coward, mise en scène Jean Wall, (Le Spectacle des Alliés) Théâtre Pigalle
- 1948 : Les Espagnols en Danemark de Prosper Mérimée, mise en scène Jean Meyer, Comédie-Française
- 1952 : La Grande Roue de Guillaume Hanoteau, mise en scène Roland Piétri, Théâtre Saint-Georges
- 1952 : La Grande Oreille de Guillaume Hanoteau, mise en scène Roland Piétri, Théâtre Saint-Georges
- 1958 : L'Invitation au château de Jean Anouilh, mise en scène André Barsacq, Théâtre des Célestins
- 1960 : Léocadia de Jean Anouilh, mise en scène Roland Piétri, Théâtre des Célestins
- 1962 : L'Invitation au château de Jean Anouilh, mise en scène André Barsacq, Théâtre des Célestins
- 1962 : Mais n'te promène donc pas toute nue ! de Georges Feydeau, mise en scène Jacques-Henri Duval, tournée Herbert
- 1962 : La Seconde Surprise de l'amour de Marivaux, mise en scène Jacques-Henri Duval, tournée Herbert
- 1963 : Dom Juan de Molière, mise en scène Pierre Dux, théâtre de l'Œuvre
- 1963 : Il faut qu'une porte soit ouverte ou fermée d'Alfred de Musset, mise en scène Pierre Dux, théâtre des Célestins
- 1963 : Le Misanthrope de Molière, mise en scène Pierre Dux, théâtre des Célestins
- 1965 : Version grecque de Marc-Gilbert Sauvajon, mise en scène Jacques-Henri Duval, théâtre Montparnasse
- 1965 : La Femme en blanc de Marcel Achard, mise en scène Jacques-Henri Duval, théâtre des Célestins, tournée Herbert-Karsenty
- 1968 : Gugusse de Marcel Achard, mise en scène Michel Roux, théâtre de la Michodière
- 1970 : Une poignée d'orties de Marc-Gilbert Sauvajon, mise en scène Jacques-Henri Duval, théâtre de la Michodière
- 1971 : On ne sait jamais de André Roussin, mise en scène de l'auteur, théâtre de la Michodière
- 1982 : Hamlet de William Shakespeare, mise en scène Jean-Paul Zehnacker, Porte de Champerret
- 1986 : Les Brumes de Manchester de Frédéric Dard, mise en scène Robert Hossein, théâtre Marigny
- 1987 : Les Brumes de Manchester de Frédéric Dard, mise en scène Robert Hossein, théâtre de Paris
- 1988 : Marco Millions d'Eugène O'Neill, mise en scène Jean-Luc Tardieu, Espace 44 Nantes